# 八翁線

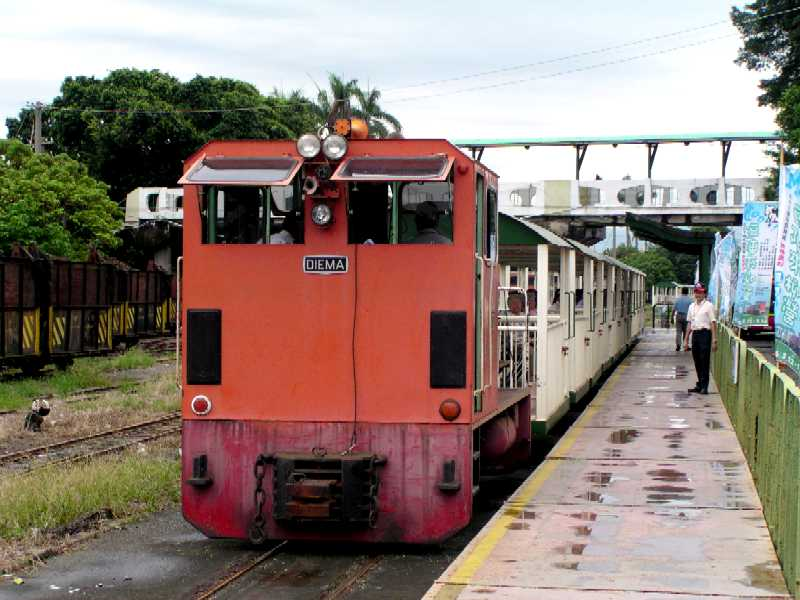
在中興車站的德馬B型機車

八翁線，為位於臺灣臺南市新營區、柳營區，由臺灣糖業股份有限公司臺南區處經營之輕便鐵路。

## 簡介

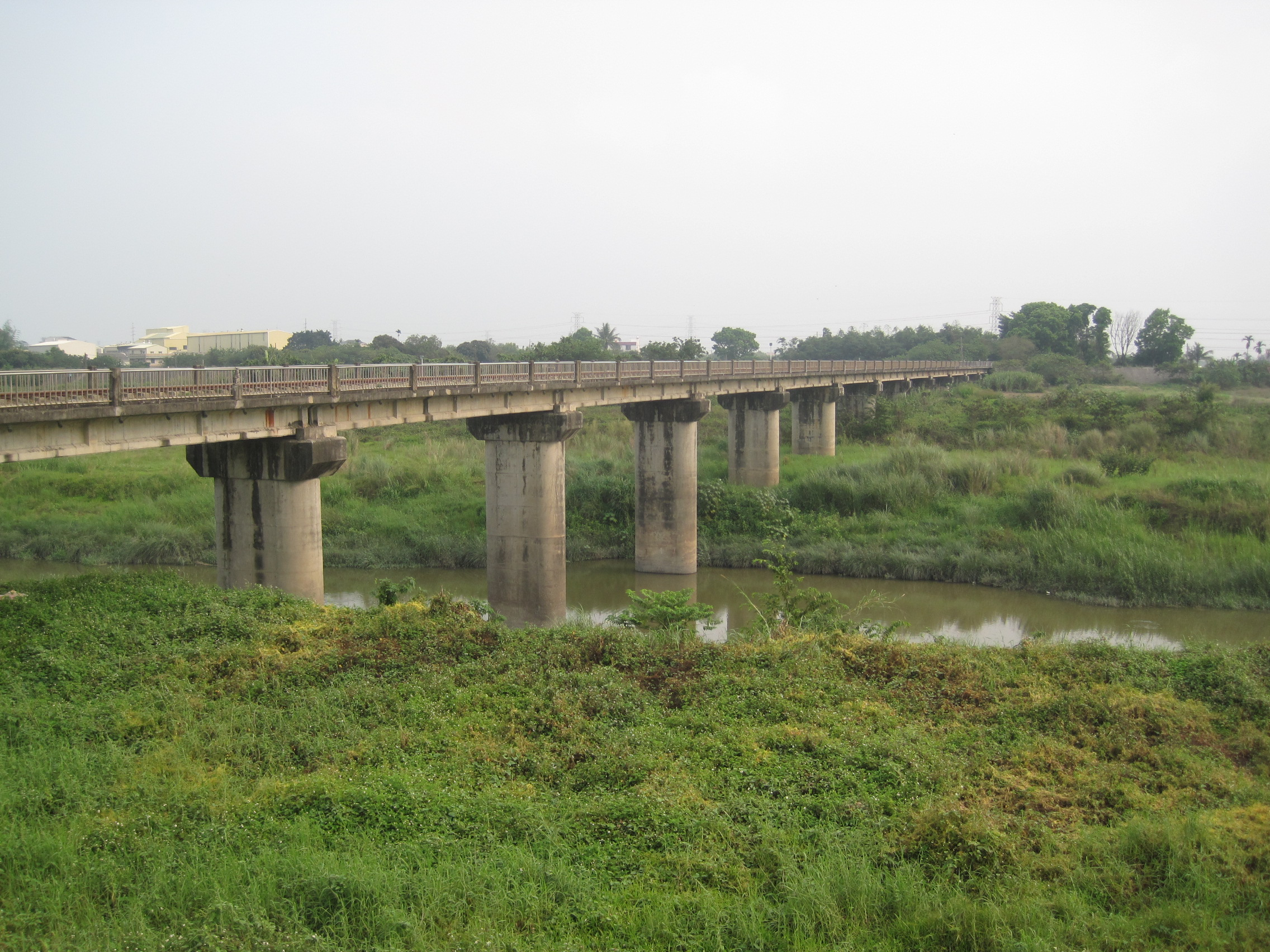
糖鐵急水溪橋

八翁線全長原為4.6公里，現復駛路段（新營＝火燒店）約2.5公里，是臺糖現存5處客運觀光線中，路線長度第一名。沿途多為田野風光，大部分路段，皆與昔日營業線──學甲線重合。觀光列車通過廠前、果毅後旗站（與已廢止八老爺舊站、大內旗站）等原學甲線車站，但均不停靠。
目前果毅後旗站為雙向列車的交會站，也是八翁線唯一可辦理交會列車的車站。目前路線復駛終點火燒店站亦位於該站附近。
廠前至果毅後旗站之間，列車通過急水溪橋，是主要景點之一。而原先路線終點八老爺車站則是位於臺灣最大的酪農業產地柳營區。
中興車站原為新營總廠秤量所暨檢驗室，2001年隨著糖廠停壓而廢止，2003年改建為中興車站（得名自一旁的中興路）；2016年，臺南市政府推動「鐵道地景公園」，一併整修中興＝新營間鐵道。2017年9月30日完工啟用，當日安排列車行至新營供媒體拍攝。2017年10月14日起八翁線部分列車由新營站發車。2020年3月14日改點，新營不再直通運轉至八老爺，需在中興站換車，也新增新營至中興間的導覽。2020年4月9日再度改點，恢復為原發車時間，取消機關車庫-地景公園-中興店導覽，待地景公園第二階段工程完工後再行實施。

## 列車時刻
本時刻表逢週六日行駛，週一至周五僅供團體預約。
| 往火燒店站方向 | 往火燒店站方向 | 往火燒店站方向 |        | 往新營車站方向 | 往新營車站方向 | 往新營車站方向 |
| 新營           | 中興           | 火燒店         | 火燒店 | 中興           | 新營           |                |
|                | 09:00          | 09:18          | 09:20  | 09:38          |                |                |
|                | 10:00          | 10:18          | 10:20  | 10:38          |                |                |
|                | 11:00          | 11:18          | 11:20  | 11:38          |                |                |
| 11:50          | 12:00          |                |        | 11:40          | 11:50          |                |
|                | 13:00          | 13:18          | 13:20  | 13:38          |                |                |
| 13:50          | 14:00          |                |        | 13:40          | 13:50          |                |
|                | 14:10          | 14:28          | 14:30  | 14:48          |                |                |
|                | 15:00          | 15:18          | 15:20  | 16:38          |                |                |
|                | 16:00          | 16:18          | 16:20  | 17:38          |                |                |

## 車站一覽
新營  - 中興 - 廠前- （果毅後旗站） - 火燒店 - 八老爺（舊站） - （大內旗站） - 八老爺（亦名八翁車站）
- 備註：目前僅新營、中興、火燒店站有辦理客運。

## 接續路線
- 新營車站:步行1分鐘可至縱貫線新營車站

## 歷史
- 2003年3月5日：因未取得交通部核發的載客營運執照，糖鐵客運停駛。
- 2003年11月28日：交授管一字第920100513號函核准行駛。
- 2003年12月6日：中興＝八翁復駛，中興車站設站。
- 2017年10月14日：新營＝中興復駛，新營車站復站。
- 2020年12月14日：全線整修暫停營運。
- 2022年10月29日：復駛新營站至中興站間[10]。
- 2024年2月3日：復駛中興站至火燒店站間[11]。

## 事故
- 2020年6月28日，德馬牌B型152號機車頭於建業路段出軌，經過多日檢查，7月11日10時恢復營運。

## 外部連結
- 新營鐵道文化園區 （页面存档备份，存于），臺灣糖業